# Spätere Zhao
Die Späteren Zhao (后赵) waren eine sinisierte Xiongnu-Dynastie zur Zeit der Sechzehn Reiche. Im Jahr 319 rief sich Shi Le (石勒) zum Großen Khan aus. Dieses Jahr wird allgemein als Beginn der Späteren Zhao angesehen. Von 330 an nannte sich Shi Le dann offiziell Kaiser von Zhao. 350 wurde der letzte Zhao-Kaiser Shi Zhi (石祗) von seinem eigenen General umgebracht. Als Hauptstadt der Späteren Zhao dienten Xiangguo (襄国, heute die Stadt Xintai, 邢台, in der Provinz Hebei) und Ye (邺，ebenfalls in der heutigen Provinz Hebei). Am Höhepunkt ihrer Macht kontrollierten die Späteren Zhao den unteren und mittleren Lauf des Gelben Flusses mit den Provinzen Hebei, Henan, Shanxi, Shaanxi, Shandong sowie teilweise Liaoning und Gansu. Zeitweise konnten sie ihren Einflussbereich sogar bis zum Jangtsekiang ausdehnen.
Auch wenn Konflikte zwischen Han-Chinesen und Einwanderervölkern aus dem Norden in der gesamten Periode der Sechzehn Reiche stets vorhanden waren, so erreichten gegenseitiger Hass und Verfolgung während der Regierungszeit der Späteren Zhao sowie der ihr folgenden kurzlebigen Ran Wei (冉魏) die Dimension eines Völkermords.

## Anfang
Der erste Kaiser der Dynastie, Shi Le, wurde in seiner Kindheit von Han-Chinesen versklavt, weshalb er tiefen Hass gegen die Han-Chinesen hegte. Als sich Liu Yuan (刘渊) 304 gegen die Westlichen Jin erhob und die Han-Zhao errichtete, lief Shi Le zu ihm über. Durch seinen Mut, aber auch seine Brutalität machte Shi Le schnell Karriere in Lius Armee. Im Jahre 309 konnte Shi Le die Hauptstreitmacht der Jin vernichten. Danach setzte er sich immer mehr in der Region der heutigen Provinz Hebei fest, die allmählich zu seiner Machtbasis wurde.
Anfangs war Shi Le besonders durch seine Brutalität bekannt. Wenn er eine Festung oder eine Stadt einnahm, blieben dort kaum noch Han-Chinesen am Leben. Dies führte jedoch zu erbittertem Widerstand seiner Gegner. Als die Verluste für ihn zu groß wurden, änderte er seine Taktik. Fortan wurden die Bewohner der Stadt oder Festung nicht mehr massakriert. Stattdessen nahm Shi Le die jungen und wehrfähigen Männer in seine Armee auf, einerseits um seine Armee zu stärken, andererseits um sie als Geisel zu haben. Die Verwaltung der Städte überließ er weiterhin den ursprünglichen Lokalgrößen.
318 starb der Kaiser der Han-Zhao Liu Cong (刘聪) und es brachen innere Unruhen aus. Sowohl Shi Le als auch Liu Congs Adoptivsohn Liu Yao (刘曜) versuchten, die Macht an sich zu reißen. Zwar konnte Liu Yao den Kaisertitel allein schon durch seine Verwandtschaftsverhältnisse für sich beanspruchen, jedoch musste er erhebliche Zugeständnisse machen, damit er seine Macht stabilisieren konnte und nicht gleich in direkte Konfrontation mit Shi Le geriet. So stimmte er zu, dass sich Shi Le fortan König von Zhao nennen konnte und de facto ein eigenes Königreich regierte.
Der Erfolg reichte Shi Le jedoch nicht, immer wieder ließ er seine Armee ins Gebiet der Han-Zhao einfallen und Plünderungen durchführen, so dass es am Ende zum Entscheidungskampf zwischen Shi Le und Liu Yao kam. 328 wurde die Armee der Han-Zhao vernichtend geschlagen, Liu Yao gefangen genommen und schließlich getötet. Shi Le wurde zum mächtigsten Mann im Nordchina.
330 ließ er sich zum Himmelskönig von Zhao und noch im selben Jahr zum Kaiser ausrufen.

## Entwicklung
Die rauen Sitten, die an den Höfen der sechzehn Königreiche herrschten, kann man anhand des Beispiels der Späteren Zhao ersehen. Die innere Instabilität war auch der Grund dafür, dass sich während dieser Zeit in Zentralchina keine dauerhafte Regierung etablieren konnte.
Als Shi Le im Jahre 333 starb, war sein designierter Nachfolger Shi Hong (石弘) noch sehr jung. Er war unerfahren, hatte kein eigenes Militärkommando und keine eigenen Truppen. In einer Gesellschaft, wo sich das Recht des Stärkeren durchsetzte, war dies keine gute Voraussetzung für einen jungen Kaiser.
Der mächtigste Mann der Späteren Zhao war zu dieser Zeit Shi Hu (石虎). Über die Abstammung von Shi Hu gibt es noch Unklarheiten. Klar ist nur, dass Shi Hu irgendwie mit Shi Le verwandt war, möglicherweise war er ein Neffe von Shi Le. Klar ist auch, dass seine Eltern früh starben und Shi Le ihn deswegen aufnahm (möglicherweise adoptiert). Wie Shi Le war Shi Hu durch seinen Mut und seine Grausamkeit berühmt. Er war einer der wichtigsten Heerführer der Späteren Zhao und trug entscheidend zur Vernichtung von Han-Zhao bei. Gleichfalls war er nach heutiger Definition ein Massenmörder und Psychopath. So wurde berichtet, dass es ihm Vergnügen bereitete, mit Bogen und Pfeilen auf Menschen zu schießen und seine Opfer zu essen. Als er eine große Armee der Han-Zhao besiegte, ließ er alle Gefangenen (über 10.000 Mann) lebendig begraben.
Nach Shi Les Tod wurde Shi Hu dank seiner Militärmacht zum mächtigsten Mann im Staat. Er wahrte zuerst noch einen Anschein der Ordnung, huldigte dem rechtmäßigen Kaiser und begnügte sich mit dem Titel des Großwesirs und eines Königs. Doch kaum zwei Jahre später setzte er Shi Hong ab, tötete ihn und setzte sich selbst auf den Kaiserthron.
Doch auch mit der Machtübernahme des starken Mannes kam das Land nicht zu Ruhe. Der Machtkampf setzte sich zwischen Shi Hus Söhnen weiter fort. Zwei seiner Söhne und designierten Nachfolger wurden von ihm getötet, samt Frauen, Enkelkindern und allen Dienern. Einer starb durch Brudermord. Kurz vor seinem Tod musste Shi Hu feststellen, dass sich sein junger designierter Nachfolger in der gleichen Lage befand wie einst Shi Hong.

## Untergang
Den Söhnen von Shi Hu fehlten nicht nur notwendige Machtposition und Autorität, sie bekämpften einander auch auf das Heftigste. Der neue stärkste Mann im Staat hieß nun Shi Min (石闵). Shi Min hieß ursprünglich Ran Min (冉闵) und war ein Angehöriger der Volksgruppe Han. Sein Vater war ein General der Späteren Zhao. Nach dem Tod seines Vaters wurde er als Kind von einem Sohn Shi Hus adoptiert. Da er sich auf dem Feld als mutiger Krieger und fähiger Heerführer auszeichnete, wurde er zu einem der wichtigsten Generäle der Späteren Zhao. Solange Shi Hu lebte, kam er als Nachfolger nicht in Frage, weswegen er auch nicht in die Machtkämpfe verwickelt und relativ sicher war.
Nach Shi Hus Tod war er jedoch als einziger in der Kaiserfamilie mit beträchtlicher Militärmacht ausgestattet und wurde somit zum Königsmacher. Zunächst unterstützte er einen Sohn von Shi Hu, Shi Jian (石鉴) beim Erlangen des Kaiserthrons. Als Shi Jian jedoch sein Versprechen, Shi Min zu seinem designierten Nachfolger zu ernennen, nicht mehr einzulösen gedachte, tötete ihn Shi Min kurzerhand. Er tötete auch über 20 Söhne von Shi Hu und ihre Kinder, legte den Familiennamen seines Pflegevaters ab und nahm seinen alten Han-Namen wieder an, rief sich selbst zum Kaiser aus und änderte den Namen des Staates auf Wei. Dieser neue Staat von Ran Min wird in der Geschichte Ran-Wei genannt.
Ran Min ließ nun seinem Hass auf alle Nicht-Han-Völker freien Lauf. Zeitgenössische Dokumente berichteten von der Tötung von über 10.000 Nicht-Han innerhalb eines Tages. Am Ende seiner dreijährigen Regierungszeit sollen in Zentralchina über 200.000 Menschen ihr Leben verloren haben bzw. das gesamte Land 80 % seiner Bevölkerung. Selbst Han-Chinesen mit etwas höherem Nasenrücken oder stärkerer Körperbehaarung fielen dem Massaker zum Opfer. Unter diesen Umständen rief sich ein überlebender Sohn von Shi Hu, Shi Zhi (石祗), zum rechtmäßigen Kaiser der Späteren Zhao aus. Er bekam schnell großen Zulauf von Nicht-Han-Chinesen. Zwei Jahre lang lieferten sich Shi Zhi und Ran Min einen grausamen Krieg, ohne jedoch einen nennenswerten militärischen Vorteil erlangen zu können. 352 wurde Shi Zhi von einem Untergebenen ermordet. Seine restlichen Kräfte liefen zu den Xianbei bzw. den Früheren Yan über.

## Kaiser der Späteren Zhao
Je nachdem, ob einige der kurzlebigen Kaiser in der Liste aufgenommen werden oder nicht, zählen die Späteren Zhao 5 bis 7 Kaiser.
| Ehrenname1 | Name2           | Tempelname3     | Regierungszeit | Anmerkungen |
| ---------- | --------------- | --------------- | -------------- | --- |
| Min (明帝) | Shi Le (石勒)   | Ahne Gao (高祖) | 319-333        | Ab 319 nannte sich Shi Le König, ab 330 Himmelskönig und Kaiser. |
|            | Shi Hong (石弘) |                 | 333-334        | Sohn von Shi Le, wurde bald von Shi Hu abgesetzt und ermordet |
| Wu (武帝)  | Shi Hu (石虎)   | Ahne Tai (太祖) | 334-349        | Ein Verwandter von Shi Le, setzte Shi Hong ab und ließ sich zum Kaiser ausrufen.                                                                                              |
|            | Shi Jian (石鉴) |                 | 349-350        | Sohn von Shi Hu, wurde bald nach Thronbesteigung von Ran Min ermordet. Shi Jian war nur 103 Tage auf dem Thron.                                                               |
|            | Shi Zhi (石祗)  |                 | 350            | Sohn von Shi Hu. Nach dem Tod von Shi Jian nannte er sich Kaiser und organisierte Widerstand gegen Ran Min. Wurde jedoch nach eine Niederlage von einem Untergebenen getötet. |

1. Der Ehrenname ist der Name des Kaisers, den er nach seinem Tod als Ehrung erhalten hat. Das ist auch der geläufige Name des Kaisers, den die meisten Chinesen kennen.
2. Der richtige Name (sozusagen der bürgerliche Name) des Kaisers. Diesen Namen kennt man relativ selten. Nach chinesischer Tradition steht hier der Familienname an der ersten Stelle, gefolgt vom Vornamen.
3. Der Tempelname wird einem Kaiser postum verliehen, wenn er als Ahne im kaiserlichen Ahnentempel aufgestellt wird. Nicht alle Spätere-Zhao-Kaiser haben einen Tempelnamen.